# Жибо-Уиме, Мари-Жозе
Мари-Жозе Жибо-Уиме (фр. Marie-Josée Gibeau-Ouimet; род. 2 ноября 1972, Лашин) — канадская гребчиха-байдарочница, выступала за сборную Канады во второй половине 1990-х годов. Участница двух летних Олимпийских игр, трёхкратная чемпионка мира, победительница многих регат национального и международного значения.

## Биография
Мари-Жозе Жибо родилась 2 ноября 1972 года в городе Лашин провинции Квебек. Активно заниматься греблей на байдарках начала в раннем детстве, проходила подготовку в местном каноэ-клубе.
Первого серьёзного успеха на взрослом международном уровне добилась в 1995 году, когда впервые попала в основной состав канадской национальной сборной и побывала на чемпионате мира в немецком Дуйсбурге, откуда привезла две золотые награды, завоёванные в двойках и четвёрках на дистанции 200 метров. Благодаря череде удачных выступлений удостоилась права защищать честь страны на летних Олимпийских играх 1996 года в Атланте — участвовала здесь в заездах двоек и четвёрок на пятистах метрах, но в обоих случаях показала только пятый результат.
В 1997 году Жибо-Уиме выступила на домашнем мировом первенстве в Дартмуте, где стала серебряной призёршей в двухсотметровой программе четырёхместных экипажей. Год спустя на аналогичных соревнованиях в венгерском Сегеде взяла золото в двойках на двухстах метрах, став таким образом трёхкратной чемпионкой мира по гребле на байдарках и каноэ. Будучи в числе лидеров гребной команды Канады, благополучно прошла квалификацию на Олимпийские игры 2000 года в Сиднее, стартовала в четвёрках на полукилометровой дистанции, но на сей раз оказалась в решающем заезде лишь девятой. Вскоре после этой Олимпиады приняла решение завершить карьеру профессиональной спортсменки, уступив место в сборной молодым канадским гребчихам.